# Serguéi Lukiánenko
Serguéi Vasílievich Lukiánenko (en ruso: Серге́й Васи́льевич Лукья́ненко; Karatau, Kazajistán; 11 de abril de 1968) es un escritor de ciencia ficción y fantasía en ruso, y posiblemente el más popular de los escritores rusos contemporáneos de ciencia ficción. Sus obras a menudo muestran una intensa acción, entrelazada con el dilema moral de conservar la humanidad y sobrevivir al mismo tiempo.
Serguéi Lukiánenko es un autor prolífico, y normalmente suele publicar 1 o 2 libros al año, así como artículos críticos y relatos cortos. Recientemente sus obras han sido adaptadas al cine, y escribió los guiones de sus adaptaciones cinematográficas. Hasta 2009 redactó un blog personal en LiveJournal, donde publicó sus impresiones personales sobre sus obras y proporcionó retazos sobre sus escritos.

## Biografía
Serguéi Lukiánenko nació en Karatau, Kazajistán, que entonces formaba parte de la Unión Soviética. Sus padres eran ruso-ucranianos. Después de terminar su educación primaria se trasladó a Alma-Ata, donde estudió en el Instituto Médico de Alma-Ata en 1986 como terapeuta. Después de su graduación en 1992 comenzó a trabajar en uno de los hospitales de Alma-Ata, especializándose en psiquiatría infantil, pero pronto abandonó la práctica laboral, pues los bajos sueldos de los médicos soviéticos se desplomaron por completo con la caída de la Unión Soviética, por lo que con su sueldo médico se encontraba incapaz de mantener una familia. Había comenzado a escribir cuando era estudiante y retomó su labor literaria para ganar dinero. Durante esta época se había convertido en un miembro activo de los aficionados rusos a la literatura y la ciencia ficción, asistiendo a convenciones y seminarios por toda la Unión Soviética.
En 1993 fue nombrado editor de una revista local de ciencia ficción, en la que trabajó y colaboró hasta 1996. Fue uno de los períodos más duros de la vida de Serguéi, pues su familia tuvo que esforzarse para salir adelante económicamente. El autor a menudo atribuye el tono pesimista de sus obras al período en que se encontraba en dificultades financieras y personales. Sin embargo, desde mediados de la década de 1990 su situación mejoró drásticamente y pronto comenzó a aumentar su popularidad como escritor. Debido a que tenía que viajar frecuentemente a Rusia, finalmente en 1996 decidió trasladarse a Moscú, donde vive actualmente (2008).

### Vida familiar
Serguéi Lukiánenko se encontró con su futura esposa Sonia a principios de 1990, mientras todavía se encontraba en la universidad. Se casó con ella ese mismo año. Ella estudió psicología y se graduó en la universidad estatal Kazaj. Ahora tiene un título graduado en psicología infantil y dio clases de psicología en la Universidad estatal Rusa para Humanidades hasta 2003. Su primer hijo Artemi Lukiánenko nació en febrero del 2004. Su segundo hijo Daniil nació el 23 de noviembre de 2007.
El matrimonio Lukiánenko ha criado ratones como mascotas: el primero se llamaba Stremítelni (Rápido) y la siguiente pareja fueron Mulder y Scully (un homenaje a la serie Expediente X). Las camadas han sido sucesivamente regaladas a amigos y aficionados. Esta afición por los ratones Lukiánenko se ha convertido en un tópico bromista entre los aficionados rusos. Serguéi también colecciona juguetes y figuras con forma de ratón, muchas de las cuales ha recibido como regalos. También tiene dos Yorkshire Terriers llamados Busia y Varia.
Merece la pena mencionar que a pesar de que en muchas fotos aparece con una pipa, Serguéi Lukiánenko no fuma.

## Lukiánenko como Escritor

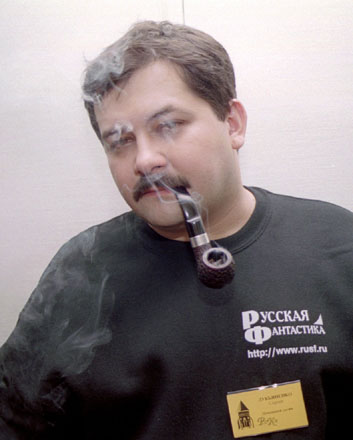

### Carrera de Escritor

#### Primeros años
Serguéi Lukiánenko comenzó a escribir a mediados de la década de 1980 y su primera publicación fue Mala Gestión en 1988 (posteriormente publicada en inglés como Donde acecha el enemigo). La ciencia ficción era una apuesta arriesgada en la Unión Soviética, un género sometido al capricho de la censura y a menudo considerada como una herramienta política y no como género literario, aunque no obstante en ocasiones el estado permitía la celebración de seminarios literarios. Sin embargo, a medida que la censura literaria del régimen comunista desaparecía, Lukiánenko comenzó a publicar varias novelas y relatos cortos.
Sus primeras obras de este período muestran una clara influencia del famoso autor infantil y profesor ruso Vladislav Krapivin, que Lukiánenko reconoce y admira. Estas obras como la novela El Octavo Color del Arco Iris donde trata los temas de la llegada a la madurez, la lealtad y la amistad, con protagonistas adolescentes. Sin embargo, pronto se desvió de la perspectiva idealista de Krapivin en 1994 con la novela Caballeros de 40 islas, estableciéndose como un autor de la tradición de William Golding.

#### Popularidad
Sin embargo, la disolución de la Unión Soviética (1985-1991) y la transición hacia la economía de mercado constituyó un terrible golpe para la comunidad literaria comunista, pues los autores rusos tuvieron que enfrentarse a la realidad del nuevo sistema de publicación capitalista. Aunque hubo esperanzas de que se produjera un auge de creatividad ante el fin de la censura y restricciones soviéticas, muchas editoriales y editores decidieron recurrir a la traducción de obras extranjeras (mucho más lucrativas) ignorando a los autores soviéticos, provocando una actitud de baja confianza hacia la literatura nacional, y en los primeros años de la década de 1990 resultaba muy difícil encontrar un editor ruso que invirtiera en un autor local.
Sin embargo, Lukiánenko consiguió desenvolverse mejor que otros autores pues ya se había dado a conocer en círculos internacionales de ciencia ficción, que distribuían copias electrónicas de sus obras por internet, lo que contribuyó a crear una demanda de obras impresas. También contribuyó su estilo personal que combinaba tramas complejas pero atractivas con acción concentrada. A mediados de la década de 1990 ya era un autor conocido de la ciencia ficción rusa.
Durante este período entre sus libros se encontraban el mencionado Caballeros de 40 islas, Sueño Nuclear un libro de relatos cortos, publicado en 1992, y dos trilogías de ópera espacial: la inusual Línea de Sueños ligeramente basada en la serie de videojuegos Master of Orion y Señor del Planeta Tierra, con una ambientación oscura que recuerda sus primeros relatos cortos. Su libro más destacado y oscuro Visitas de Otoño también fue escrito durante este período, cuando el autor estaba luchando contra la depresión derivada de sus problemas personales.
Laberinto de Reflejos se ha convertido en un clásico de la ciencia ficción rusa, y está basado en los tópicos y ambientación cyberpunk, que relata una historia romántica.

#### Éxito
A medida que crecía su popularidad, lo que le obligaba a viajar frecuentemente a Rusia, Serguéi decidió trasladarse de Kazajistán a Moscú, marcando el final de su primera etapa literaria. En su nuevo hogar comenzó a realizar experimentos literarios como la ucronía de temática religiosa Buscadores del Cielo. También continuó con varias series iniciadas en el período anterior y comenzó otras (a menudo en su género favorito, la space opera), como la serie Genoma y la dilogía Inválidos y Las estrellas son juguetes fríos.

#### La serie de “Guardianes”
Finalmente rompió con su carrera literaria anterior con la novela Guardianes de la Noche (Nochnói Dozor), regresando al género fantástico, que ya había tocado previamente, pero en el que no se había aventurado de forma seria. En esta novela desarrolla una fantasía urbana con una ambientación oscura y pintoresca y con vívidos personajes que se convirtió en un éxito de ventas, y que coincidió con mejoras en la economía rusa que permitieron a las editoriales redirigir nuevamente su atención hacia los autores locales. Posteriormente Guardianes de la noche continuaría su éxito en los cinco volúmenes siguientes Guardianes del día (Dnevnói dozor), Guardianes del crepúsculo, Los Últimos Guardianes, Los Nuevos Guardianes y El Sexto Guardián.
En el año 2004 se estrenó la película Guardianes de la Noche, basada en la novela del mismo título, que se convirtió en un éxito cinematográfico en Rusia (16 millones de dólares de recaudación) y obtuvo buenos resultados en otros países. En el año 2006 se estrenó su continuación Guardianes del Día.
La inmensa popularidad de la película transformó a Lukiánenko de un autor “muy conocido en círculos reducidos” de la ciencia ficción en una celebridad literaria, convirtiéndose en el “estandarte oficial” de la ciencia ficción rusa. Desde entonces ha aparecido en varios programas de televisión y en otros medios de comunicación. También publicó los dos libros siguientes de la serie de los “Guardianes” que fueron calificadas de simples secuelas para aprovechar su éxito, una acusación que el propio Lukiánenko aceptó sin problemas .[cita requerida]. Además de las secuelas publicó un relato corto Chico Guardián (Melkiy dozor), que muestra a un agente adolescente de la Guardia del Día que también es hijo de un agente del servicio ruso de espionaje que vigila a los Otros.
Desde el éxito de Guardianes de la Noche se ha realizado la adaptación cinematográfica de otros de sus libros, como la película infantil del año 2005 Asiris Nuna basada en la novela humorística ¡Hoy, mamá! coescrita con Yuli Burkin; sin embargo otros proyectos cinematográficos permanecen en producción. En muchos de estos proyectos Lukiánenko ha trabajado como guionista y consultor.
Aparte de la serie de “Guardianes”, durante este período ha publicado otros libros como la novela filosófica Spectrum, que trata del existencialismo y la omnipotencia, entre otras.

### Publicaciones en el extranjero
Hasta hace relativamente pocos años, pocas de las obras de Lukiánenko habían sido publicadas fuera de Rusia, principalmente en los estados bálticos, Bulgaria y Polonia, países que tradicionalmente han mantenido estrechos vínculos con la literatura rusa. Solo una mínima parte llegó a publicarse en inglés, debido a que los editores occidentales se mostraban recelosos ante el estado de las leyes de derechos de autor en Rusia. Sin embargo, el éxito de las películas de la serie “Guardianes” cambiaron esta situación. En el año 2006 se publicó la primera traducción inglesa de “Guardianes de la Noche” y en 2007 la traducción española. Otras traducciones europeas y asiáticas han aparecido en los dos últimos años, en su mayor parte debido al éxito de las películas. También se está considerando la traducción de otras obras. Las críticas generales suelen ser positivas.

### Análisis literario
Serguéi Lukiánenko ha mencionado que su obra tiene una fuerte influencia de Robert A. Heinlein [cita requerida] y los hermanos Strugatski, de quienes se considera un seguidor literario. Aunque sus historias a menudo se desarrollan en ambientes duros y pesimistas, Lukiánenko es un escritor humanista. En mayo del año 2000 Borís Strugatski se refirió a sus obras como "la bondad con puños, los intentos torturados de los héroes por seguir siendo buenos mientras siguen siendo fuertes", "Este es el tema que subyace en Lukiánenko: cómo conservar tu bondad en el mundo del mal cuando eres fuerte y estás armado."

## Opiniones sociales y políticas
Serguéi Lukiánenko es un defensor de los derechos de autor, un tema en el que insiste de forma recurrente en su blog.
En noviembre de 2010 llevó a cabo un experimento literario pidiendo a sus lectores que donaran un rublo ruso a cambio de un fragmento de su obra que publicaría gratuitamente. Sólo el 5 % de los visitantes de su blog respondieron, arrojando fuertes dudas sobre la viabiliidad de este sistema de venta en Rusia.
En su página web y en su blog Lukiánenko ha hablado en varias ocasiones en contra de la adopción de huérfanos rusos por parte de extranjeros, especialmente estadounidenses. Apoyó la ley Dima Yakovlev, que prohíbe la adopción de niños rusos por los ciudadanos de Estados Unidos. Esta ley fue aprobada en resupuesta al Acta Magnitsky.
Serguéi Lukiánenko también se ha mostrado muy crítico con el nacionalismo ucraniano y el movimiento Euromaidan, afirmando que provocaría una "ucranización forzosa" de la población, que considera un "crimen tan grave como un cambio de sexo forzado". Ha amenazado a los autores que apoyan al Euromaidan con esforzarse por impedir que sus libros sean publicados en Rusia. También ha prohibido la traducción de sus libros al ucranio.
En el año 2014 aplaudió la intervención militar rusa en Crimea y su anexión a Rusia.
El 28 de febrero de 2022, Serguei Lukianenko participó en la firma de un manifiesto público con otros autores rusos apoyando la invasión de Ucrania, que había comenzado cuatro días antes. El manifiesto alude a los "planes secretos para destruir Rusia" de la OTAN, "Los bandidos ucranianos armados con ideología nazi", "El abrazo del nazismo por parte de los países de Occidente" y considera el referéndum de anexión de Crimea a Rusia de 2014 legítimo y libre, considerando que la invasión de Ucrania tiene como objetivo "traer la paz a Europa."

## Obras destacadas

### Relatos cortos
- Mala Gestión
- H de Humano
- Sueño Nuclear
- Gadget

### Novelas
- Un niño y la oscuridad
- Visitas de otoño
- No es tiempo de dragones
- Danzas en la nieve
- Spectrum - Premio Caracol de Bronce
- Genomo
- Competidores
- El topo

#### Trilogías
- Un Señor del Planeta Tierra
- Isla Rusia
- Línea de Sueños
- Laberinto de Reflejos

#### Dilogías
- Caballeros de Cuarenta Islas
- Las estrellas son juguetes fríos
- Costas frías
- Borrador y Сopia en limpio

#### Sagas largas
- Guardianes de la noche
- Guardianes del día
- Guardianes del crepúsculo
- Los Últimos Guardianes
- Los Nuevos Guardianes
- El Sexto Guardián
- Chico Guardián (novela corta)

## Premios
- 1993:"Aelita" - "Start Award" for his cuento Atomni son (Sueño Nuclear)
- 1995:"Interpresscon" -  abreviatura de "Interpresscon Award" por su relato corto Fugu v mundire - Fugu podrido
- 1995:"Sibcon" – Premio "Sword of Rumatha" por "Caballeros de Cuarenta Islas"
- 1996:"Interpresscon" - "Interpresscon Award" por el cuento "Sirviente".
- 1997:"Stranger" - "Sword of Rumatha" por la dilogía "Imperio de Ilusiones".
- 1998:"SF Forum" - Premio "Sigma-F" por la novela "Visitas de Otoño".
- 1998:"Zilantkon" – Premio "Big Zilant" por la novela "Laberinto de Reflejos".
- 1999:"Aelita" – Premio "Aelita" por su carrera en la ciencia ficción.
- 1999:"Stranger" – Premio "Stranger"  por la novela  "Guardianes de la Noche" .
- 1999:"Star Bridge" - Premio "Silver Kladutsey"  por la novela "Espejos Falsos"
- 1999:"Star Bridge" - Premio"Silver Kladutsey" por la novela "Guardianes de la Noche".
- 2000: Premio Especial - "Mejor asesinato literario de Yuri Semetski" por la novela "Genoma"
- 2000:"Star Bridge" – Premio "Gold Kladutsey" por la novela "Guardianes del Día"
- 2000: Premio Especial –de los "Kharkov's institute crankes" por sus méritos en el campo de la ciencia ficción.
- 2001:"Russcon" - Premio "Gold Russcon" por la novela "Guardianes del Día".
- 2001:"Interpresscon" – Premio "Russian S.F." por la dilogía "Buscadores del Cielo"
- 2001:"Star Bridge" -  Premio "Silver Kladutsey" por la novela "Cerca de la mañana"
- 2001:"Stranger" - Premio "Stranger" por el relato corto "Sr. Diputado Separado"
- 2002:"Ruscon" – Premio "Alisa" por la novela "Danzas en la nieve".
- 2002:"Interpresscon" - Premio "Interpresscon" por el relato corto "Desde el Destino" *2003:"Ruscon" – Premio "Gold russcon" por la novela "Spectrum"
- 2003:"Ruscon" – Premio "Silver russcon" por el relato corto "La frontera del tiempo".
- 2003:"Kiyvcon – Premio "Big Urania" por la novela "Spectrum".
- 2003:"SF Forum" – Premio "Sigma-F" por la novela "Spectrum".
- 2003:"Interpresscon" - Premio Caracol de Bronce por la novela "Spectrum" *2003:"Interpresscon" – Premio "Interpresscon" por la novela "Spectrum"
- 2003:"EuroCon-2003" - Sergey Lukiánenko es considerado el mejor autor europeo del año.
- 2003:"Star Bridge" - Premio "Gold Kadutsey" por la novela  "Spectrum".
- 2004:"Star Bridge" - Premio "Gold Kadutsey" por la novela "Guardianes del Crepúsculo" .
- 2005:"Ruscon" - "escritor de ciencia-ficción del año"

## Adaptaciones cinematográficas
- - Todas las películas basadas en sus novelas, incluyendo  'Guardianes de la Noche' y 'Guardianes del Día'